# قائمة حكام الدولة الصفوية
الدولة الصفوية هي دولة مسلمة شيعية إثنا عشرية أذرية ظهرت في إيران مطلع قرن السادس عشر ميلادي وتعد واحدة من أهم السلالات التي حكمت إيران، وغالبًا ما تعتبر بداية التاريخ الإيراني الحديث. حكم الشياه الصفويون (جمع كلمة شاه بمعنى ملك) واحدة من إمبراطوريات البارود. وحكموا أيضًا أحد أعظم الإمبراطوريات الإيرانية بعد القرن السابع من الفَتْحُ الإسْلَامِيُّ لِفَارِسَ، وأنشأوا مدارس الإثني عشريَّة وهي تابعة لدين الإسلام بالمذهب الشيعي باعتباره الديانة الرسمية للإمبراطورية، حيث تعد واحدة من أهم نقاط التحول في التاريخ الإسلامي. يرجع أصل السلالة الصفوية إلى أمر الناس بالتصوف، حيث قد بدأت من مدينة أردبيل في منطقة أذربيجان. فقد كانت سلالة إيرانية من أصل كُرْدِيٍّ، ولعبت دورا مهما في التغيير الديموغرافي والتأريخي والفكري والحضاري والثقافي بالمنطقة وحكمها حوالي 11 شاه بشكل مستقل.

أقصى حد للإمبراطورية الصفوية بقيادة شاه عباس الأول.

## قائمة الشاهات
- السلالة الصفوية (1501-1736)

| اسم الملك                 | صورة                 | لقب                              | الولادة–الوفاة        | دخل المنصب     | ترك المنصب     | العلاقات الأسرية                          | ملاحظة                                                            |         |
| ------------------------- | -------------------- | -------------------------------- | --------------------- | -------------- | -------------- | ----------------------------------------- | ----------------------------------------------------------------- | ------- |
| الدولة الصفوية، 1501–1736 |                      |                                  |                       |                |                |                                           |                                                                   |         |
| إسماعيل الأول             |                      | شاه، سلطان                       | 1487–1524             | 7 نوفمبر 1502  | 23 مايو 1524   | ابن سلطان حيدر                            |                                                                   |         |
| طهماسب الأول              |                      | شاه، صاحب القرأن، سلطان السلاطين | 1514–1576             | 23 مايو 1525   | 25 مايو 1576   | ابن إسماعيل الأول                         |                                                                   |         |
| إسماعيل الثاني الصفوي     |                      | شاه                              | 1537–1577             | 25 مايو 1576   | 24 نوفمبر 1577 | ابن طهماسب الأول                          | تم تسميمه (?)                                                     |         |
| محمد خدا بنده             |                      | تعليق = الشاه                    | خوذ بنده، أشرف، سلطان | 1532–1596      | 25 مايو 1576   | 1 أكتوبر 1587                             | ابن طهماسب الأول                                                  | تم عزله |
| عباس الأكبر               |                      | شاهنشاه، سلطان                   | 1571–1629             | 1 أكتوبر 1587  | 19 يناير 1629  | ابن محمد خوذ بنده                         |                                                                   |         |
| صفي الصفوي                |                      | شاه، ميرزا                       | 1611–1642             | 19 يناير 1629  | 12 مايو 1642   | ابن محمد باقر (صافي) ميرزا ابن عباس الأول |                                                                   |         |
| عباس الثاني الصفوي        |                      | شاه                              | 1632–1666             | 12 مايو 1642   | 26 أكتوبر 1666 | ابن صفي الصفوي                            |                                                                   |         |
| سليمان الأول الصفوي       |                      | شاه، حكيم الحكماء                | 1645–1694             | 26 أكتوبر 1666 | 29 يوليو 1694  | ابن عباس الثاني الصفوي                    |                                                                   |         |
| سلطان حسين الأول الصفوي   |                      | شاه، سلطان، صدر الحاكم           | 1668–1726             | 29 يوليو 1694  | 11 سبتمبر 1722 | ابن سليمان الأول الصفوي                   | تم عزله وقتله بواسطة محمود شاه هوتاكي                             |         |
| طهماسب الثاني             |                      | شاه                              | 1704–1740             | 11 سبتمبر 1722 | 16 أبريل 1732  | ابن سلطان حسين الأول                      | تم عزله وقتله بواسطة نادر شاه                                     |         |
| أحمد مرعشي                |                      | شاه                              | غير معروف _1728       | 8 نوفمبر 1726  | أغسطس 1728     | لا يوجد                                   | كان حاكما على جنوب ايران خاصة كرمان وفارس                         |         |
| عباس الثالث الصفوي        | Shah_Abbas_II_Safavi | شاه                              | 1730–1739             | 16 أبريل 1732  | 22 يناير 1736  | ابن طهماسب الثاني                         | كانَ حاكماً إسمياً تحت سيطرة نادر شاه. تم عزله وقتله بواسطة نادر شاه |         |